# Semovente da 75/34
Die Semovente da 75/34 war ein italienisches Sturmgeschütz, während des Zweiten Weltkrieges von Fiat-Ansaldo für das Königlich-Italienische Heer entwickelt wurde. Da das Fahrzeug erst kurz vor der alliierten Invasion in Italien entwickelt worden war und dessen Fertigung begann, kam das Fahrzeug zumeist mit deutschen Besatzungen zum Einsatz.

## Geschichte
Seit dem Jahr 1940 hatte das Regio Esercito zwei gepanzerte Selbstfahrlafetten im Einsatz, die Semovente da 47/32 und die Semovente da 75/18. Nur die Semovente da 75/18 war in der Lage die moderneren britischen Panzertypen erfolgreich zu bekämpfen. So forderten die italienischen Truppen schon bald mehr leistungsfähige Selbstfahrlafetten für den nordafrikanischen Kriegsschauplatz. Im Juni 1941 beauftragte die Heeresleitung die Firma Fiat-Ansaldo mit dem Einbau der 75-mm-Kanone Modell 1937 (75/32 Mod. 1937) in die Wanne der Semovente M41, die aus dem mittleren Panzer M14/41 entwickelt worden war.
Der hieraus resultierende Entwurf der Ingenieure von Ansaldo erschien der militärischen Kommission nicht geeignet, um künftig gegen die alliierten Panzer zu bestehen. So wurde gefordert, die neuere Panzerkanone 75/34 S.F. in Kasemattenbauweise in der Fahrzeugwanne des modernisierten M15/42, dem Modell 1942 (M42) zu montieren.
Am 29. April 1943 wurde die Semovente M42 M da 75/34 (M steht für modifiziert) eingeführt und es wurden bei Fiat Ansaldo 280 Fahrzeuge und 140 Munitionsträger bestellt. Das erste Fahrzeug kam im Mai 1943 zur Auslieferung.

## Einsatz
Die Semovente M42 M befand sich zum Zeitpunkt der alliierten Landung auf Sizilien, dem 10. Juli 1943, bereits in Produktion und bis zum italienisch-alliierten Waffenstillstand am 8. September 1943 wurden 93 der Fahrzeuge fertiggestellt. Es wurden fünf italienische Kampfverbände mit diesen Fahrzeugen ausgerüstet:
- 19. Panzerbataillon M der 1. Panzerdivision „M“ der MVSN, zwei Batterien mit Semovente und eine Kompanie mit M15/42 Panzern
- 30. Panzerabwehrbataillon der 30. Infanteriedivision „Sabauda“, zwei Kompanien
- 135. Panzerabwehrbataillon der 135. Panzerdivision „Ariete II“, drei Kompanien
- 31. Panzergrenadierregiment
- 14. Kavallerieregiment „Cavalleggeri di Alessandria“

Als nach dem Waffenstillstand weitere Fahrzeuge zur Verfügung standen wurden diese vom faschistischen Republikanischen Nationalheer der Panzergruppe „San Giusto“ zugeteilt.

### Sturmgeschütz M42 mit 75/34 851 (i)
Der italienische Waffenstillstand löste im Rahmen des Fall Achse die Entwaffnung der vormals verbündeten italienischen Streitkräfte durch die deutschen Truppen in Italien aus. Die Panzerfahrzeuge aus italienischer Fertigung wurden nun von der Wehrmacht übernommen, sofern diese nicht bei loyalen, faschistischen Verbänden verblieben. So erhielt die Wehrmacht in den nächsten Monaten 80 Fahrzeuge aus italienischer Fertigung und übernahm weitere 36 Fahrzeuge im Rahmen der Entwaffnung. Eine größere Anzahl der in Italien im Einsatz stehenden Verbände erhielt diese Fahrzeuge für die Ausrüstung je einer Kompanie innerhalb der Divisions-Panzerjäger-Abteilungen des Heeres und der Fallschirmtruppen.
Folgende deutsche Verbände wurden mit diesem Fahrzeug ausgerüstet:
- Panzerjäger Abteilung 194 / 94. Infanterie-Division – eine Kompanie mit M42 M 75/34 und eine Kompanie mit M42 75/18
- Panzerjäger Abteilung 171 (später Sturmgeschütz Abteilung 1171) / 71. Infanterie-Division – eine Kompanie mit M42 M 75/34 und M42 75/18 (auch M43 105/25 und 75/34 wurden zugeteilt)
- Panzerjäger Abteilung 46 / 44. Reichsgrenadier-Division „Hoch- und Deutschmeister“ – eine Kompanie mit M42 M 75/34 und M42 75/18
- Panzerjäger Abteilung 95 / 5. Gebirgs-Division – eine Kompanie mit M42 M 75/34 und M42 75/18
- Panzerjäger Abteilung 114 / 114. Jäger-Division – eine Kompanie mit M42 M 75/34 und M42 75/18
- Panzerjäger Abteilung 334 / 334. Infanterie-Division – eine Kompanie mit M42 M 75/34 und M42 75/18
- Panzerjäger Abteilung 304 / 305. Infanterie-Division – eine Kompanie mit M42 M 75/34 und M42 75/18 (auch M43 105/25 und 75/34 wurden zugeteilt)
- Panzerjäger Abteilung 165 / 65. Infanterie-Division – eine Kompanie mit M42 M 75/34 und M42 75/18 (auch M43 105/25 und 75/34 wurden zugeteilt)
- Panzerjäger Abteilung 262 (später Sturmgeschütz Abteilung 1262) / „Turkmenische“ Infanterie-Division – eine Kompanie mit M42 M 75/34 und M42 75/18
- Panzerjäger Abteilung 278 / 278. Infanterie-Division – eine Kompanie mit M42 M 75/34 und M42 75/18
- Panzerjäger Abteilung 356 / 356. Infanterie-Division – eine Kompanie mit M42 M 75/34 und M42 75/18
- Panzerjäger Abteilung 362 / 362. Infanterie-Division – eine Kompanie mit M42 M 75/34 und M42 75/18
- Fallschirm-Sturmgeschütz Brigade 11
- Fallschirm-Sturmgeschütz Abteilung „Schmitz“ (später Fallschirm-Sturmgeschütz Brigade 21)
- Sturmgeschütz Abteilung 242